# Walt Disney Studios (Burbank)

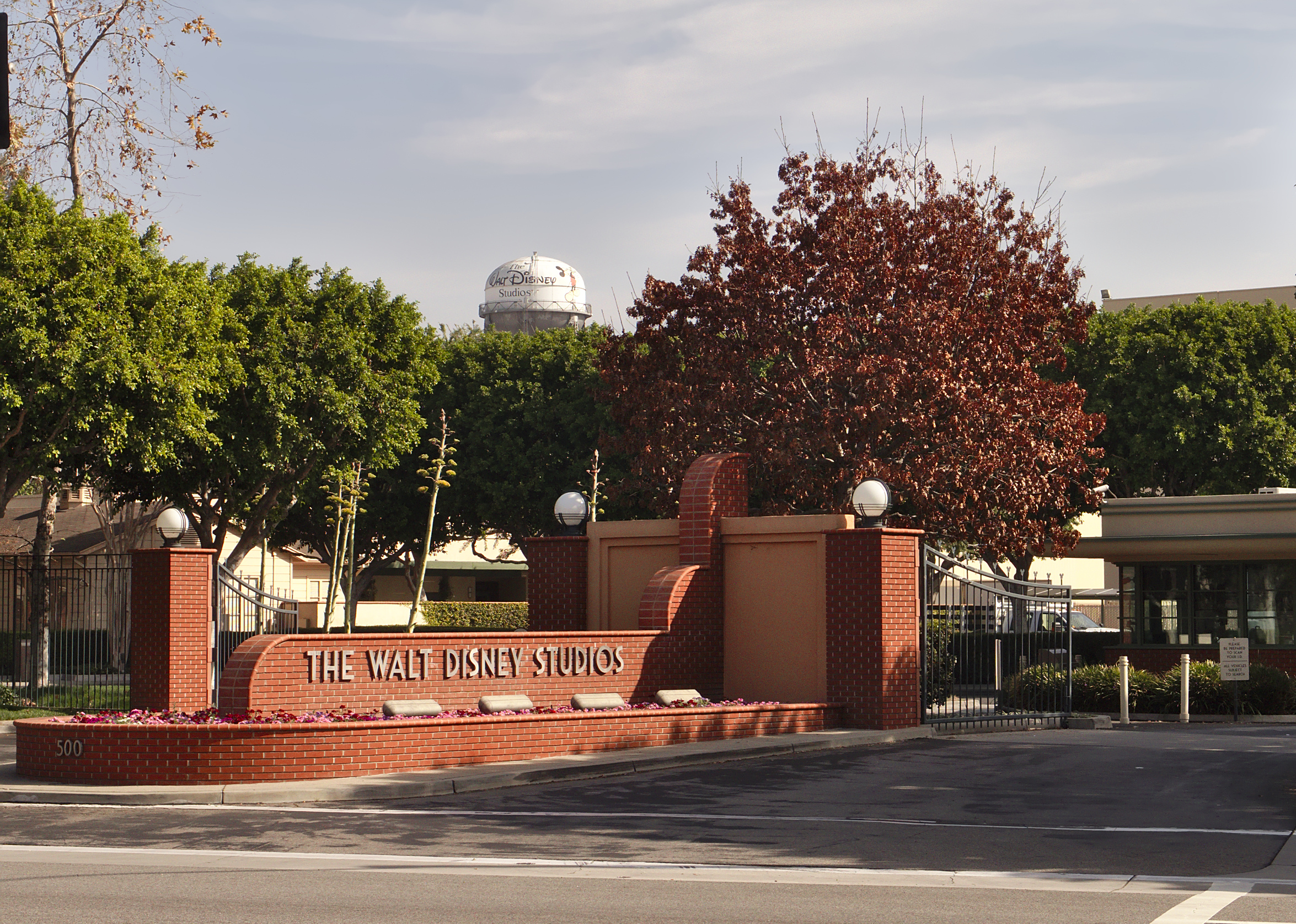
Den ursprungliga huvudentrén på 500 South Buena Vista Street.

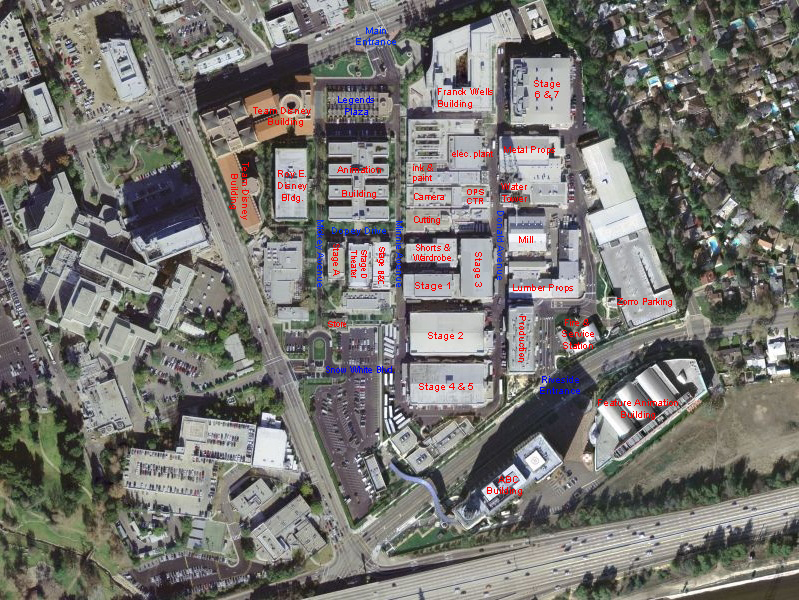
Flygfoto från 1999 över Walt Disney Studios.

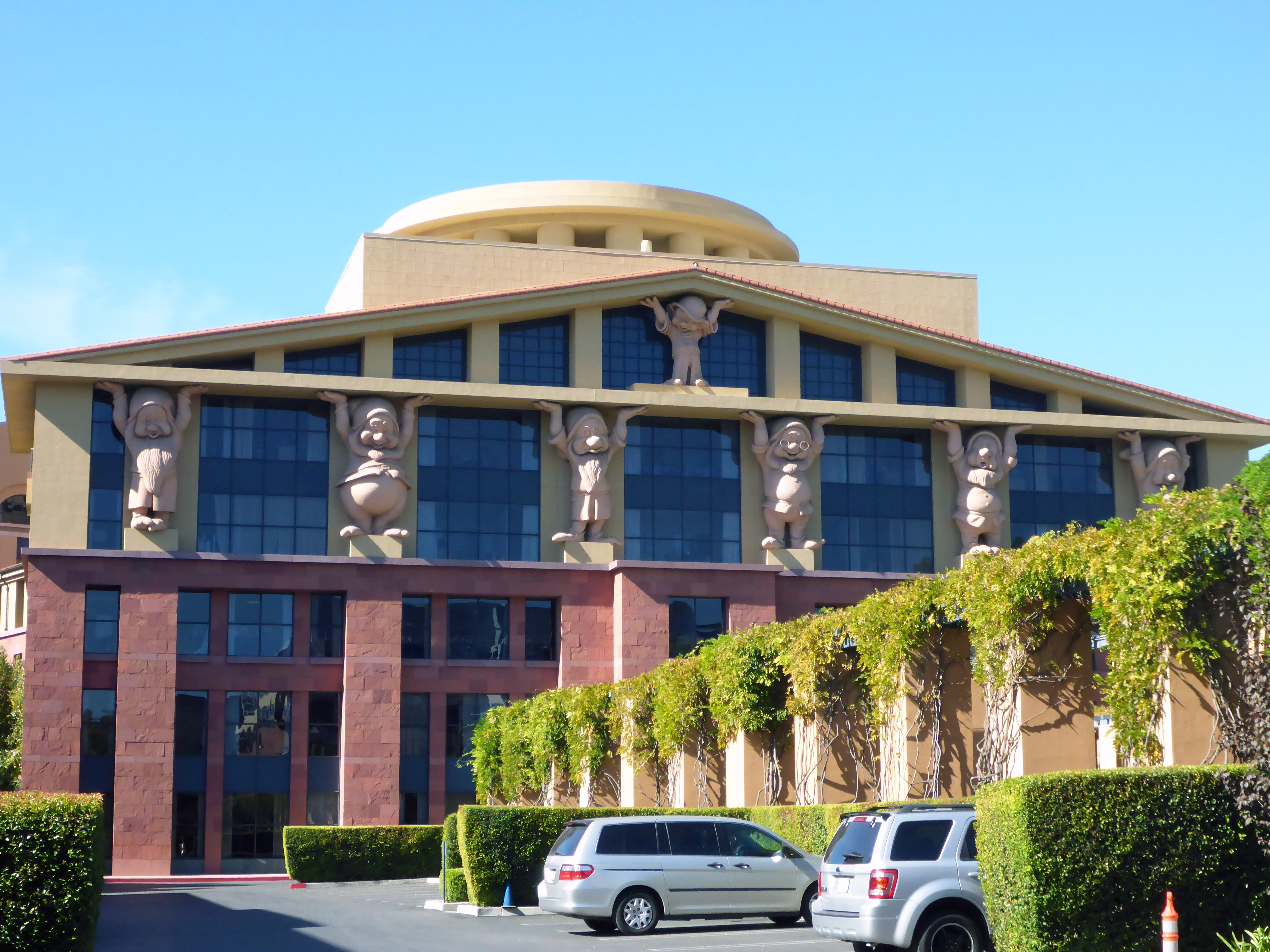
Team Disney Building, uppförd 1990 och ritad av Michael Graves. Under 2006 hedrades Michael Eisner av Disneys styrelse genom att byggnaden uppkallades efter honom som: Team Disney – The Michael D. Eisner Building.

Walt Disney Studios är en anläggning på 21 hektar belägen längs South Buena Vista Street i Burbank, Los Angeles County, Kalifornien, USA som ägs av The Walt Disney Company och används, dels som dess huvudkontor och företagsarkiv, samt som produktionsanläggning för film (såväl animerad film som spelfilm) och TV-produktion i samtliga produktionsled.

## Bakgrund
Anläggningen, som finansierats av vinsten från Snövit och de sju dvärgarna, togs i bruk 1940 av bröderna Walt och Roy O. Disney för Walt Disney Productions. Anläggningen ersatte tidigare animationsstudios i Los Angeles på Kingswell Avenue (1923) och Hyperion Avenue (1926).
Redan när anläggningen togs i bruk fanns en inspelningsstudio för spelfilm (Stage 1) i vilken spelfilmssegment för Fantasia och Den fredliga draken spelades in. Under senare hälften av 1940-talet expanderade Walt Disney Productions verksamheten till inspelning av regelrätta spelfilmer, först med hybridfilmen Sången om Södern, och senare Skattkammarön som var den första helt utan tecknade inslag liksom med naturfilmsserien True-Life Adventures.
1949 byggdes Stage 2, som alltjämt är en av de största för filmproduktion i Kalifornien, i samarbete med producenten och skådespelaren Jack Webb för dennes tv-serie Dragnet. 1954 byggdes Stage 3 med vattenbassäng för En världsomsegling under havet. Stage 4 byggdes 1958 för Darby O'Gill och småfolket: trettio år senare delades Stage 4 upp i två inspelningsstudioer för tv-produktion: Stage 4 samt Stage 5.